# 昆明巫家坝国际机场
昆明巫家坝国际机场，位于昆明市区东南部，距昆明市中心6.5公里，于1923年投入使用，成为中華民國史上第二座机场。在第二次中日戰爭時期為軍用機場，作為飛虎隊美國第十四航空隊基地，是驼峰航线的終站、连通中缅边界的空中生命线，为二戰勝利作出不可磨灭的贡献。
中共建政後成為軍民兩用機場，曾是中国最重要的国际口岸机场和全国起降最繁忙的国际机场之一，也是中国西南地区的重要枢纽机场。2011年，昆明巫家坝国际机场完成旅客年吞吐量2227.01万人次，排名中国大陆机场第7位。
2012年6月28日起停止营运，航班改至新建的昆明长水国际机场起降，原屬昆明巫家壩的IATA机场代码KMG及ICAO機場代碼ZPPP都轉移往昆明長水國際機場。

## 历史

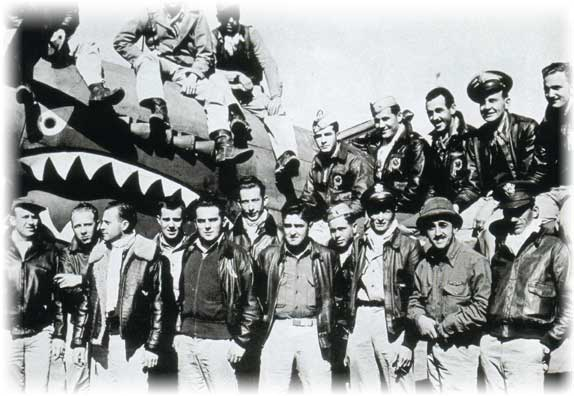
飞虎队在巫家坝机场的合影

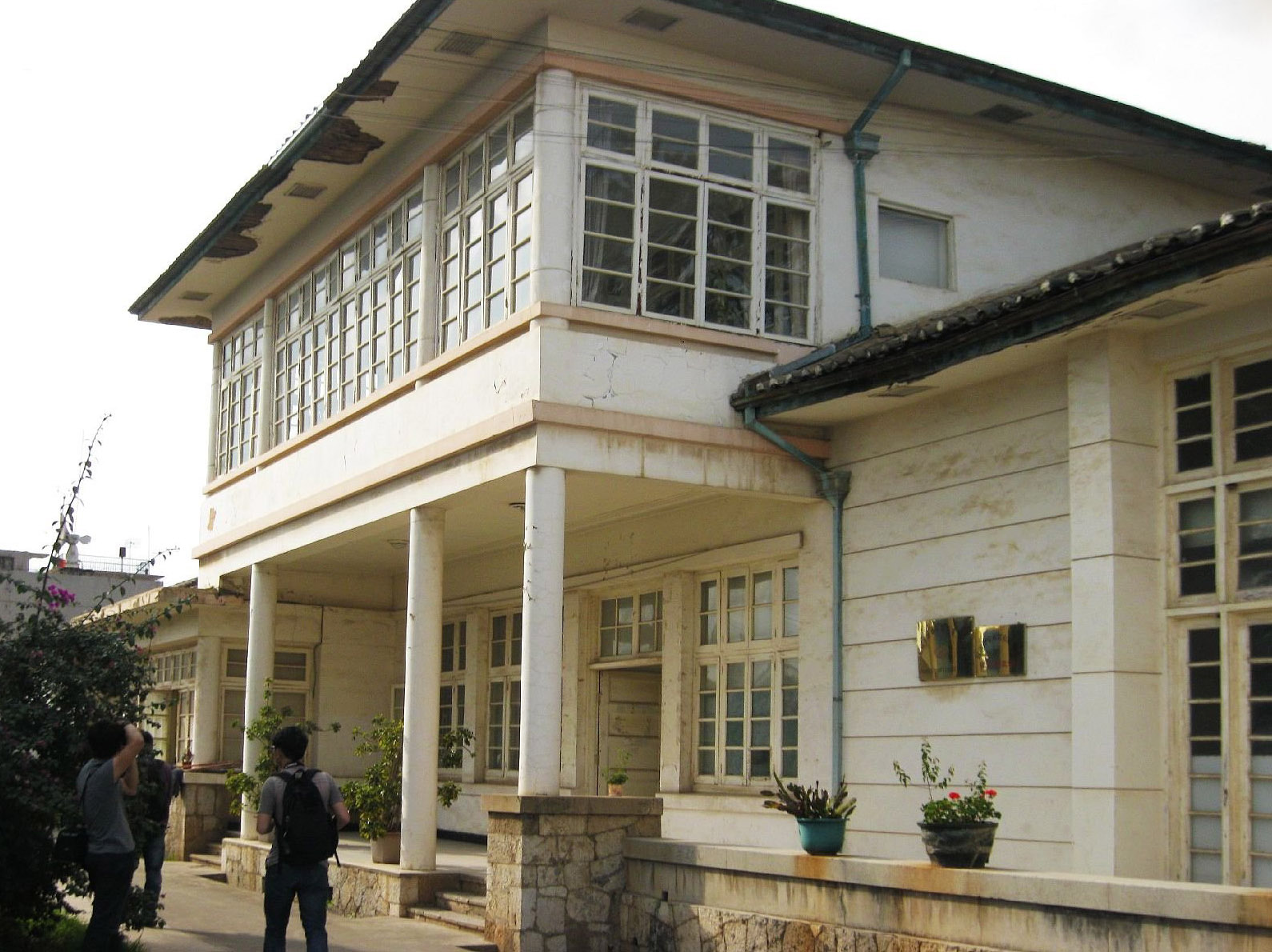
巫家坝机场第一代航站楼

### 建立
巫家坝位于滇池北岸，原本荒草丛生。19世纪中叶，一户巫姓人家在此定居，而后形成巫家村，于是这一块坝子就逐渐得名巫家坝。清光绪33年（1907年），巫家坝成为清军演练的一个操场。蔡锷任云南府都督时，也将巫家坝辟为炮兵营地，共有营房1137间。1911年10月30日，蔡锷、唐继尧在巫家坝兵营发动武装起义，即重九起义，推翻清政府统治，巫家坝成为革命军的大本营。1922年，唐继尧为强化滇军，创建了中国历史上第二个飞机场，地点选在巫家坝。同时还建立了云南航空学校，设在云南陆军讲武堂。机场竣工后，唐继尧从法国驻越南空军手中买了30架旧战斗机和15架旧教练机，组建了云南第一支空中力量。巫家坝机场也成为当时亚洲最早的航空训练机场，培养了一批飞行人才。

### 中日戰爭到二戰時期
1937年，抗日战争全面爆发后，云南作为抗战大后方，巫家坝机场成为中央政府航空总指挥的所在地，是飛虎隊美國第十四航空隊的主要基地和司令部所在，也是驼峰航线的终点站。因战争所迫，中国航空公司、中央航空公司逐渐向昆明转移，巫家坝机场成为两航的中心之一。1937年，滇黔司令部受命扩建巫家坝机场，云南省建设厅、航空处、参谋处、军需处、昆明县政府共同汇建，扩修工程在第二年冬天竣工。1941年，太平洋战争爆发后，巫家坝机场成为当时中国唯一的国际进出口机场。1943年（民國32年），雲南省政府遵照國民政府的指令和美國空軍再次要求擴建機場的提議，緊急成立擴建機場及其他幾十項航空設施工程的組織機搆——其中機場再擴建工程於1945年（民國34年）1月動工、當年竣工。1947年1月20日，國民政府成立交通部民用航空局，巫家壩機場被批准為永久撥交民航使用之機場、成為了中華民國首批民用航空機場。

### 1949年後
中华人民共和国建立后，巫家坝机场又于1958年、1993年、1998年进行过3次大的改扩建。截至停止营运之前，机场属国家一类机场，机场飞行区等级为4E，跑道长3400米，有ILS、VOR/DME、NDB等通信导航设施，可供波音747、空客A340等机型起降。站坪和停机坪面积25万平方米，停机位34个（近机位12个）机场航站楼总面积76900平方米。

### 謝幕
由于机场过于靠近市中心，已经完全被城市包围，无法继续扩建，昆明市于1998年启动了新机场项目前期工作，2007年获批复立项并开工，2012年建设完工。2012年6月27日晚，巫家坝国际机场最后一班航班飞出后停止营运，根據民航信息顯示，最後一班從昆明巫家壩國際機場起飞的商业航班，是實際于當晚22點07分起飛，由昆明前往西雙版納的中國東方航空MU5903號班機。当晚飞机转场至长水国际机场，次日长水国际机场正式投入使用，巫家壩國際機場隨之結束了90年的歷史任務。
2019年2月，巫家坝机场旧址民国时期候机楼被列入云南省第八批省级文物保护单位名录。

## 未来发展
巫家坝国际机场的设计容量只有800万人次，已远远不能满足需要，昆明市政府决定在市区东北部新建一座机场。昆明长水国际机场在2007年初动工兴建，于2012年6月28日8时起正式投入运营。巫家坝机场原址，除了航站樓主體保存，其他地方也將按规划将改造成城市副商业区與居住區等。

## 机场图片

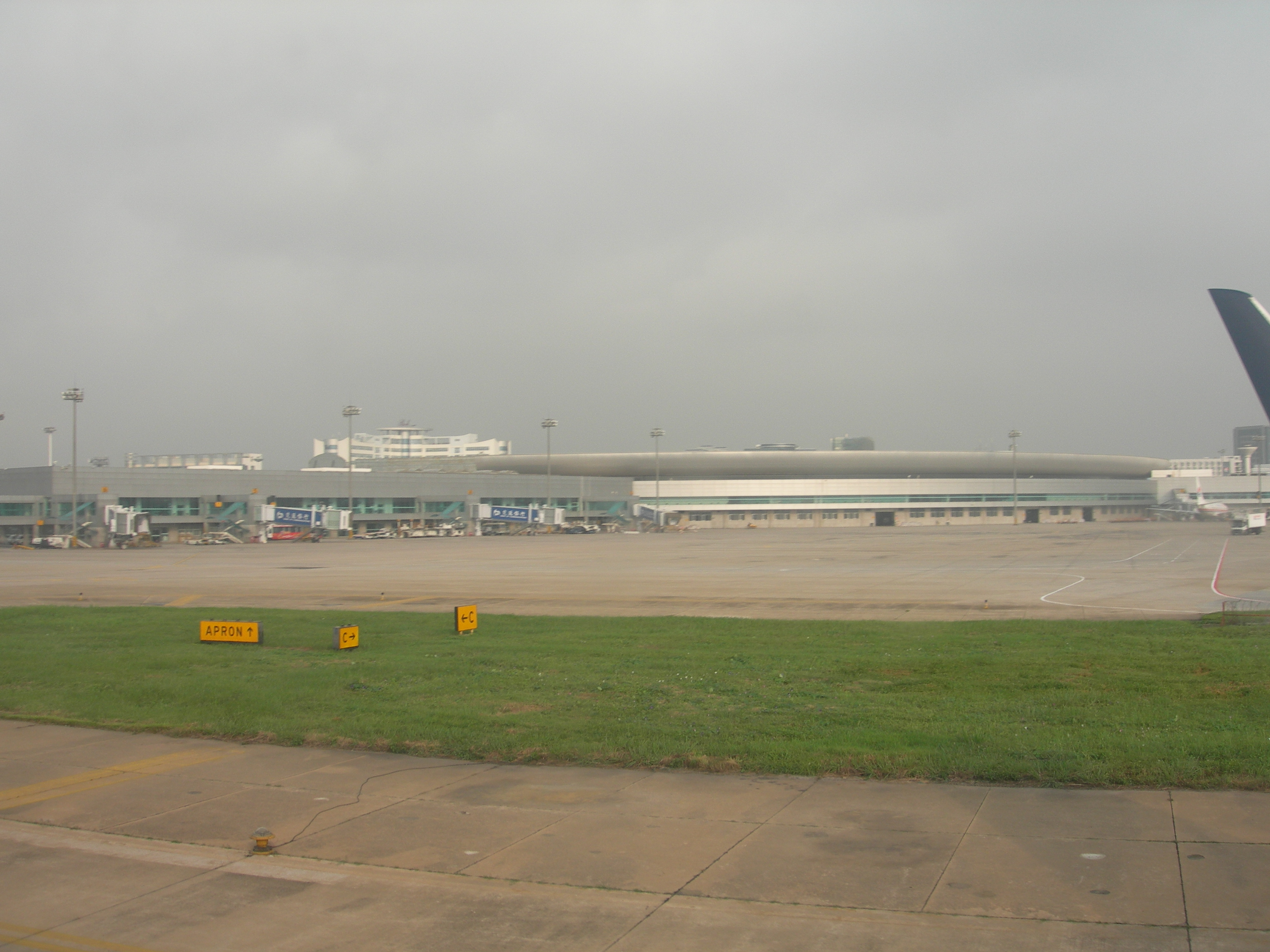
航站楼空侧
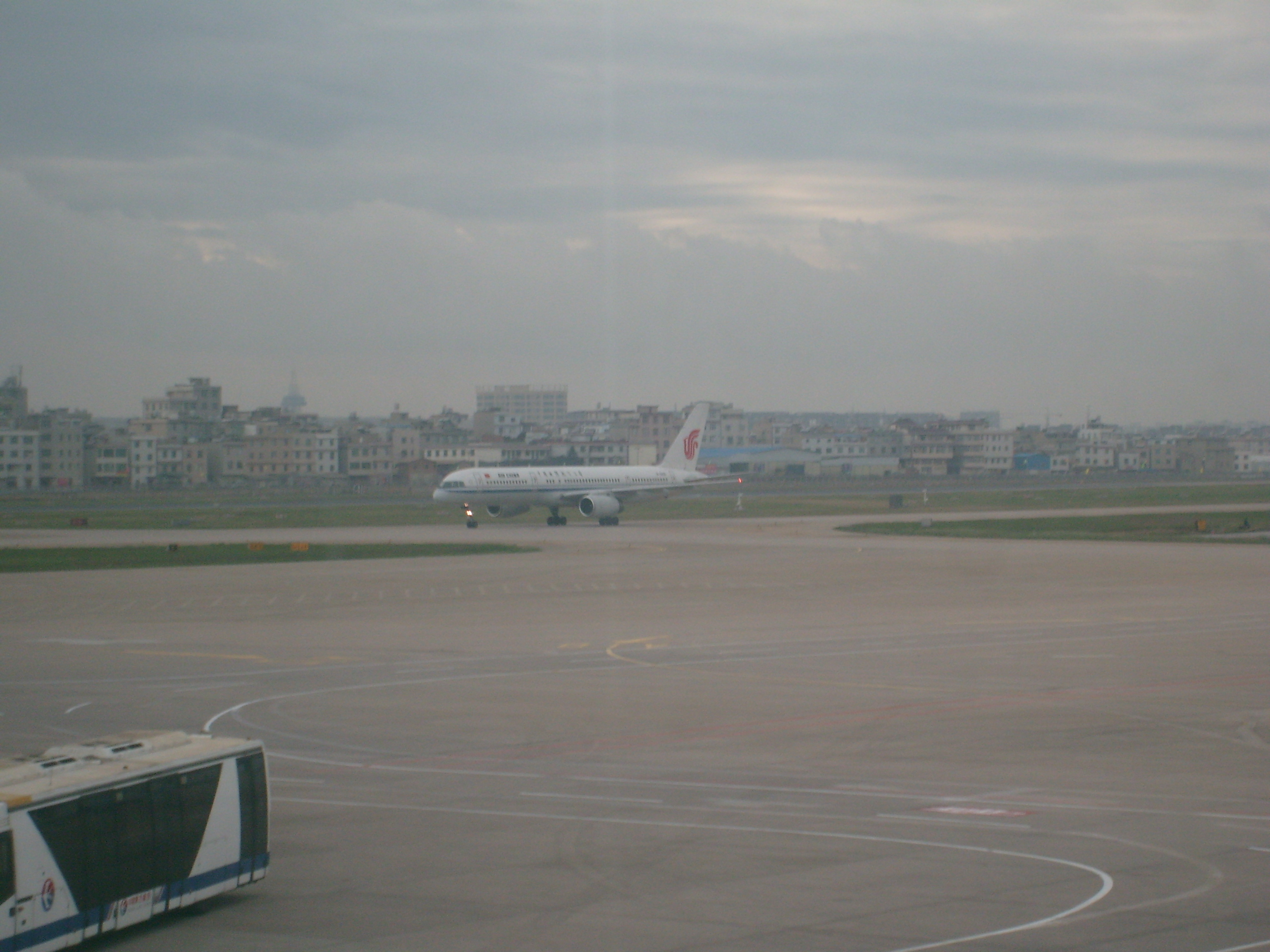
机场停机坪
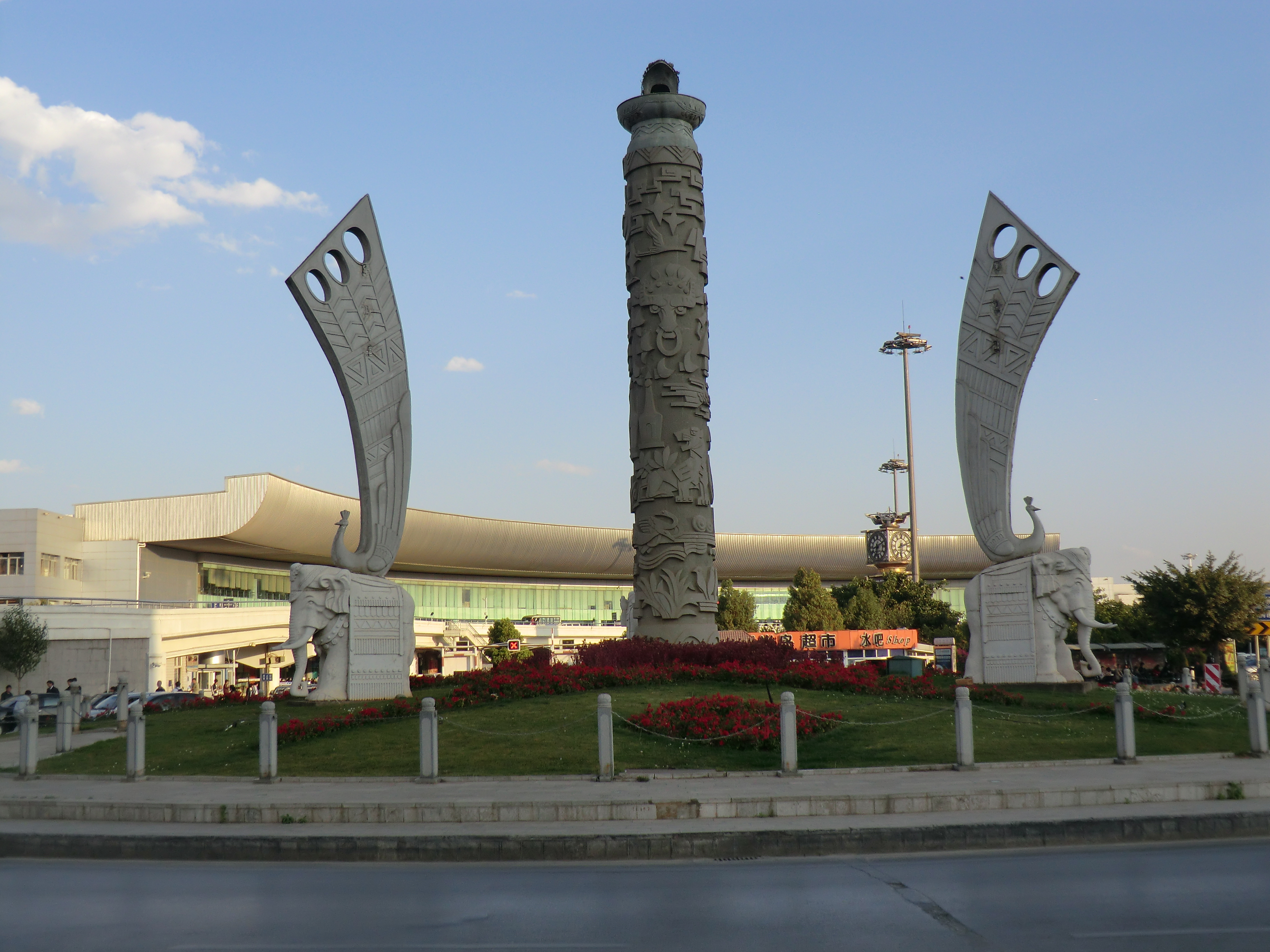
巫家坝航站楼前广场
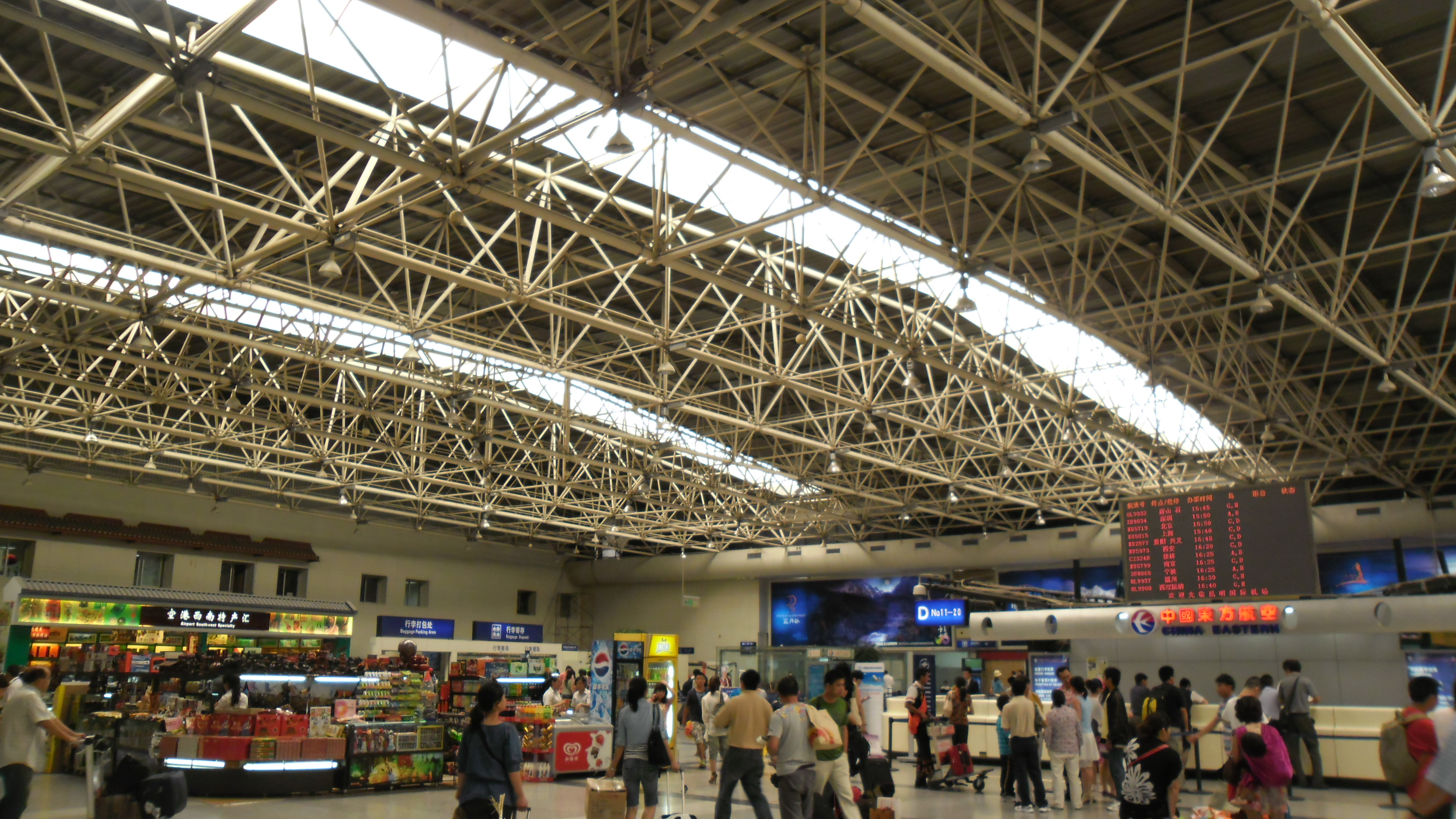
候机厅

## 相关书籍
目前已有中国艺术家制作有关巫家坝机场的书籍，多数是来自艺术家和民间爱好者的行为。例如由摄影艺术家陆林波（Lu Lin Bo）编写的黑白印刷版写真集《昆明机场最后时光》（Kun Ming Airport Last Time）。